# 전북제일신문
전북제일신문은 전북특별자치도에 있는 지역 일간지 신문사다.

## 연혁
- 2016년 8월 8일 창간.